# Argei
De Argei verwees in het oude Romeinse Rijk naar twee aparte feestdagen:
- Op 16 en 17 maart brachten Romeinse priesters elk jaar zoenoffers aan 27 heiligdommen in de stad Rome.

- Jaarlijks op 14 mei gooiden de Vestaalse maagden 27 biezenpoppen, die symbool stonden voor mensen (dit kan zijn ter vervanging van mensenoffers, of om de Tiber te paaien voor de bouw van de Pons Sublicius (de oudste brug over de Tiber) die de rivier van potentiële slachtoffers beroofde, of mogelijk zijn ze slechts bedoeld om alle kwade geesten op te vangen en via de Tiber te doen verdwijnen (cf. Cloaca Maxima, die rond het ontstaan van dit feest moet zijn aangelegd.)), in de rivier de Tiber vanaf de Pons Sublicius.